# Asphondylia ixora
Asphondylia ixora är en tvåvingeart som beskrevs av Ephraim Porter Felt 1927. Asphondylia ixora ingår i släktet Asphondylia och familjen gallmyggor. Inga underarter finns listade i Catalogue of Life.